# Divizna
Divizna (Verbascum, česká výslovnost [ďivizna]) je početný rod rostlin z čeledi krtičníkovité zahrnující přes 350 druhů, mezi nimiž převažují dvouleté až vytrvalé byliny, někdy poměrně mohutné. Některé druhy jsou nápadné plstnatým oděním, jiné jsou až na žláznaté trichomy prakticky lysé. Nejčastěji kvetou žlutě, vzácněji i v jiných barvách (bílá, fialová). Jejich květy jsou lehce souměrné až skoro pravidelné, koruna je kolovitá až nálevkovitá, tyčinek bývá pět (méně často 4), alespoň některé z nich mají nápadně chlupaté nitky. Plodem divizen je mnohosemenná dvoupouzdrá tobolka. Vývojové centrum rodu je v oblasti Turecka a Íránu, přirozeně se vyskytují v dalších částech Asie, v Evropě a severní Africe. Byly zavlečeny i do dalších částí světa. V české flóře je rod zastoupen 9 druhy, které se ochotně kříží. Některé druhy divizen se sbírají jako léčivky.

## Popis
Jsou to nejčastěji dvouleté či vytrvalé byliny někdy poměrně mohutného vzrůstu (i přes 2 m) nebo řidčeji jednoletky, popř. polokeře. Mnohé druhy divizen jsou nápadné hustým, plstnatým oděním z hvězdovitých nebo kandelábrovitých trichomů, u řady druhů však tento typ trichomů chybí a přítomny jsou pouze jednoduché nebo žláznaté trichomy, které se mohou vyskytovat jen na lodyze a listy jsou pak lysé. Většinou vytvářejí přízemní listovou růžici, která předchází růstu květonosné lodyhy. Lodyžní listy bývají menší a vyrůstají střídavě ve spirále. Listy jsou bez palistů a bývají bylinné, kožovité nebo blanité, nejčastěji nedělené, nebo jsou peřenodílné až peřenosečné, vzácně řapíkaté, častěji přisedlé nebo až lodyhu objímající. Jejich okraje jsou celistvé, drobně zoubkované nebo zubaté. Některé z druhů mají hydatody.
Oboupohlavné souměrné až skoro pravidelné hmyzosnubné pětičetné květy vyrůstají obvykle z úžlabí drobných listenů osamoceně na stopkách nebo ve vrcholičnatých svazečcích a jsou sestaveny do květenství, obvykle je to hrozen (lichoklas svazečků) nebo lata.
Kališní lístky rostou v jednom přeslenu a jsou na bázi srostlé, kališní cípy jsou výrazně delší než kališní trubka. Souměrná až takřka pravidelná kolovitá nebo trubkovitá koruna je hluboce členěna v pět zaokrouhlených korunních cípů, má často žlutou, vzácněji bílou, fialovou nebo jinou barvu, někdy je odlišně zbarvený jen střed. Tyčinek je většinou pět, někdy však jedna může chybět nebo být přeměněna v patyčinku. Tyčinky mohou být stejné, hustě chlupaté (porostlé dlouhými jednobuněčnými trichomy) nebo jsou spodní dvě delší a pak mohou být řidčeji chlupaté až lysé a mohou mít odlišně utvářené prašníky. Prašníky tyčinek jsou často postaveny kolmo na nitku, otvírají se pomocí podélných štěrbin. Pestík je srostlý ze dvou plodolistů, má dvoupouzdrý svrchní semeník s 50 a více vajíčky. Čnělka nese jednoduchou paličkovitou bliznu.
Plodem je mnohosemenná tobolka. Drobná, důlky hustě skulpturovaná semena se 6 až 8 žebry jsou kónicky cylindrická, vybavená olejnatým endospermem.

Divizny: morfologie
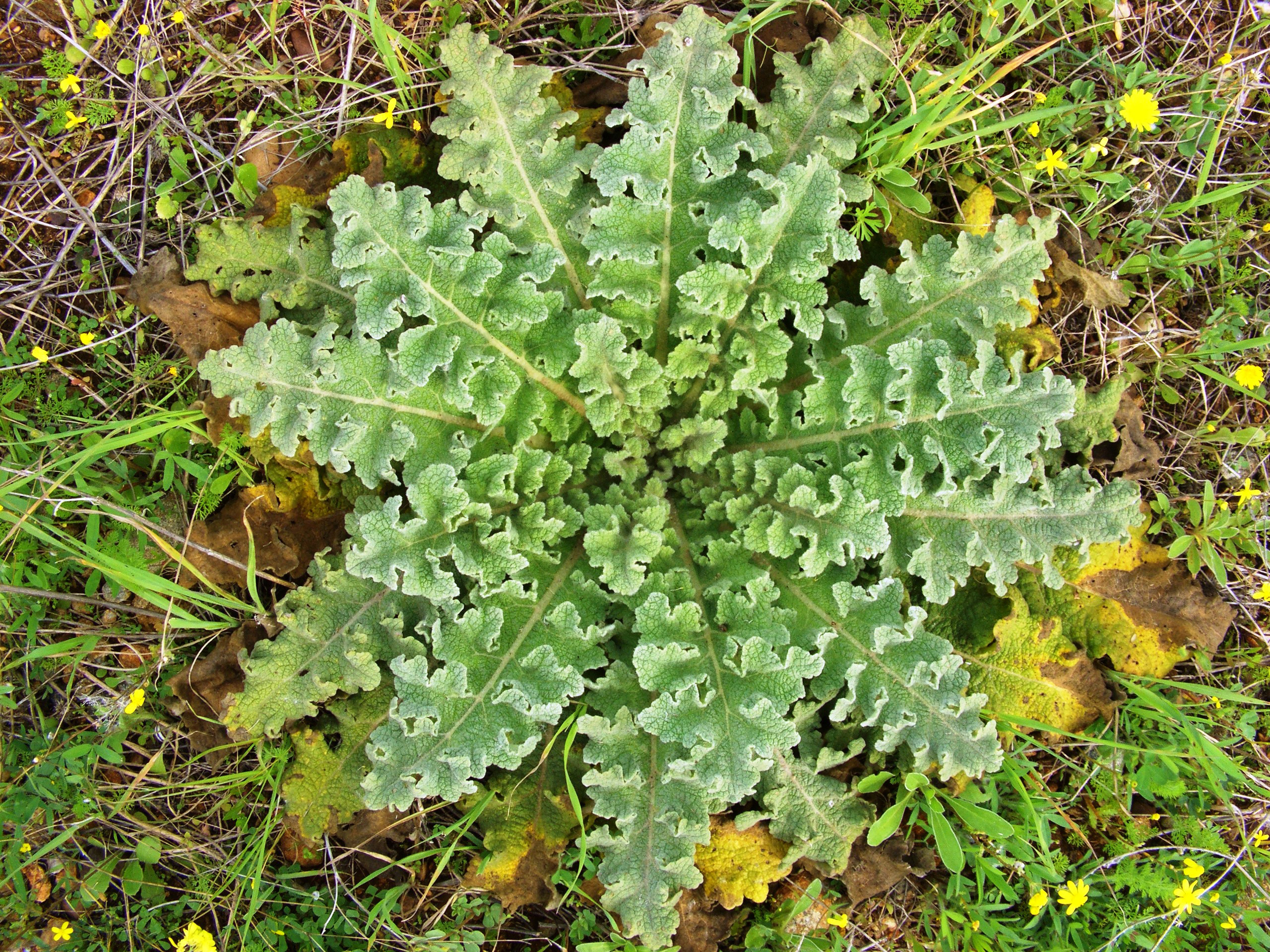
Listová růžice Verbascum sinuatum rozšířené ve Středomoří
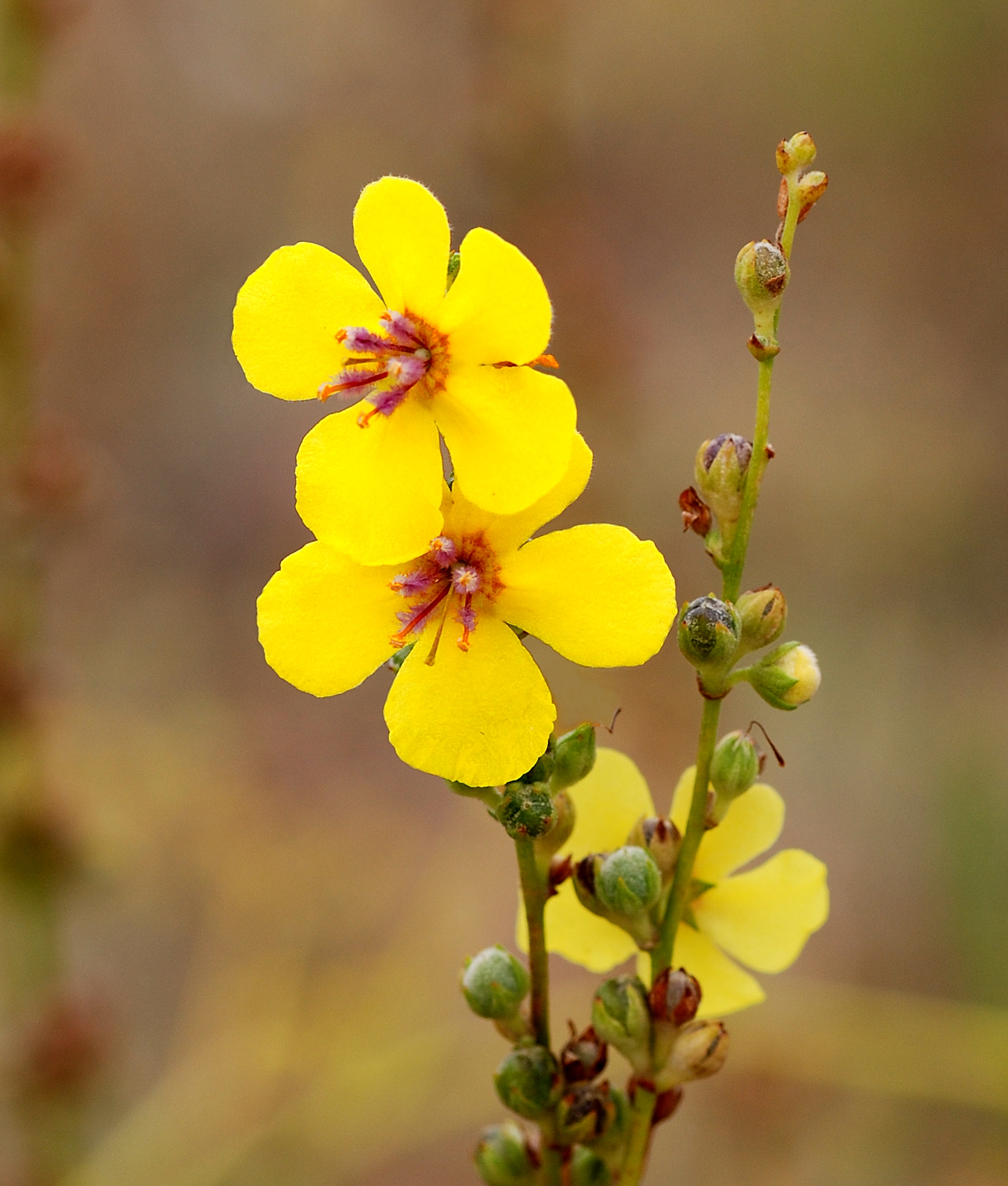
Květy V. sinuatum
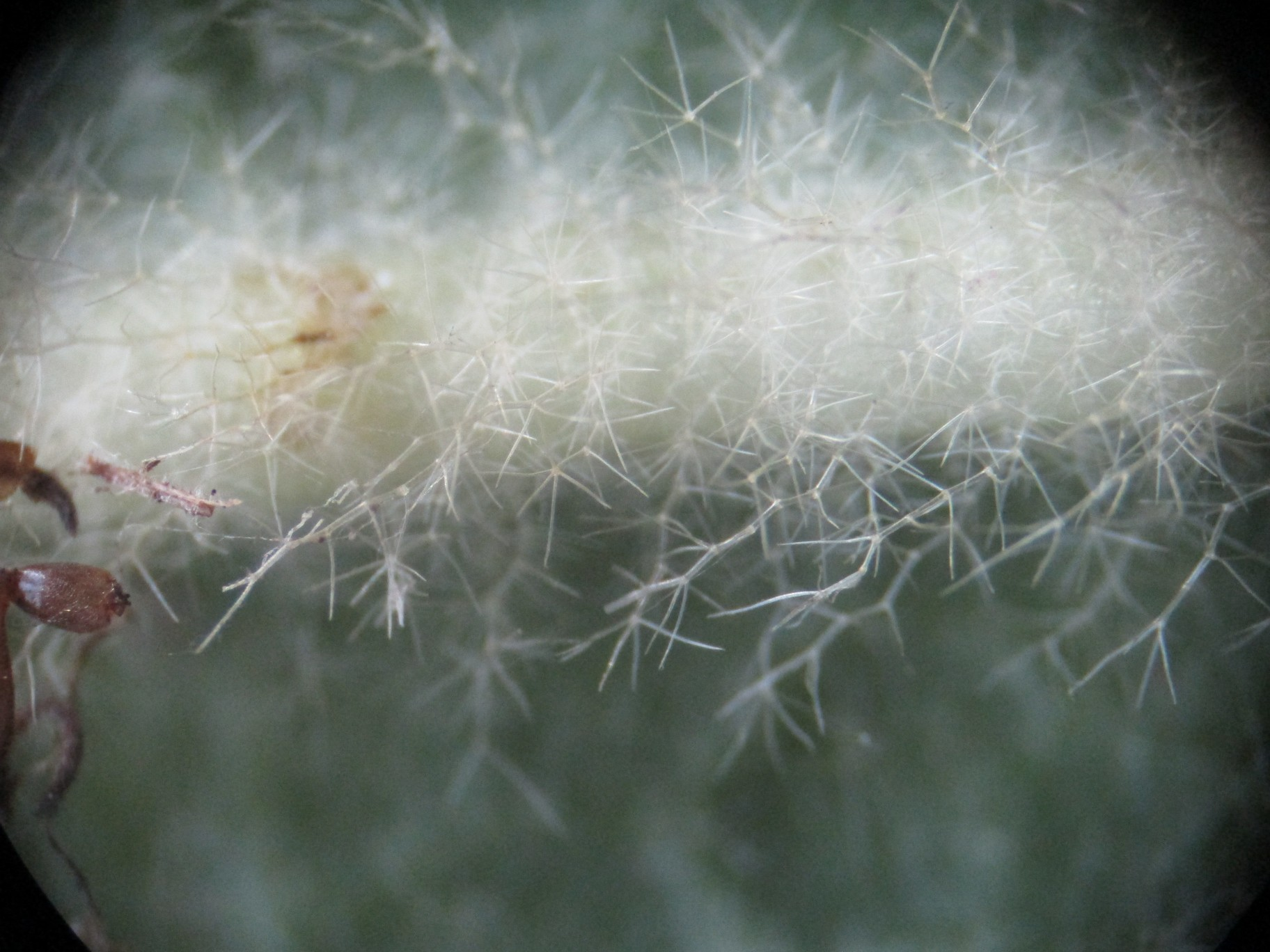
Detail trichomů na listu divizny sápovité
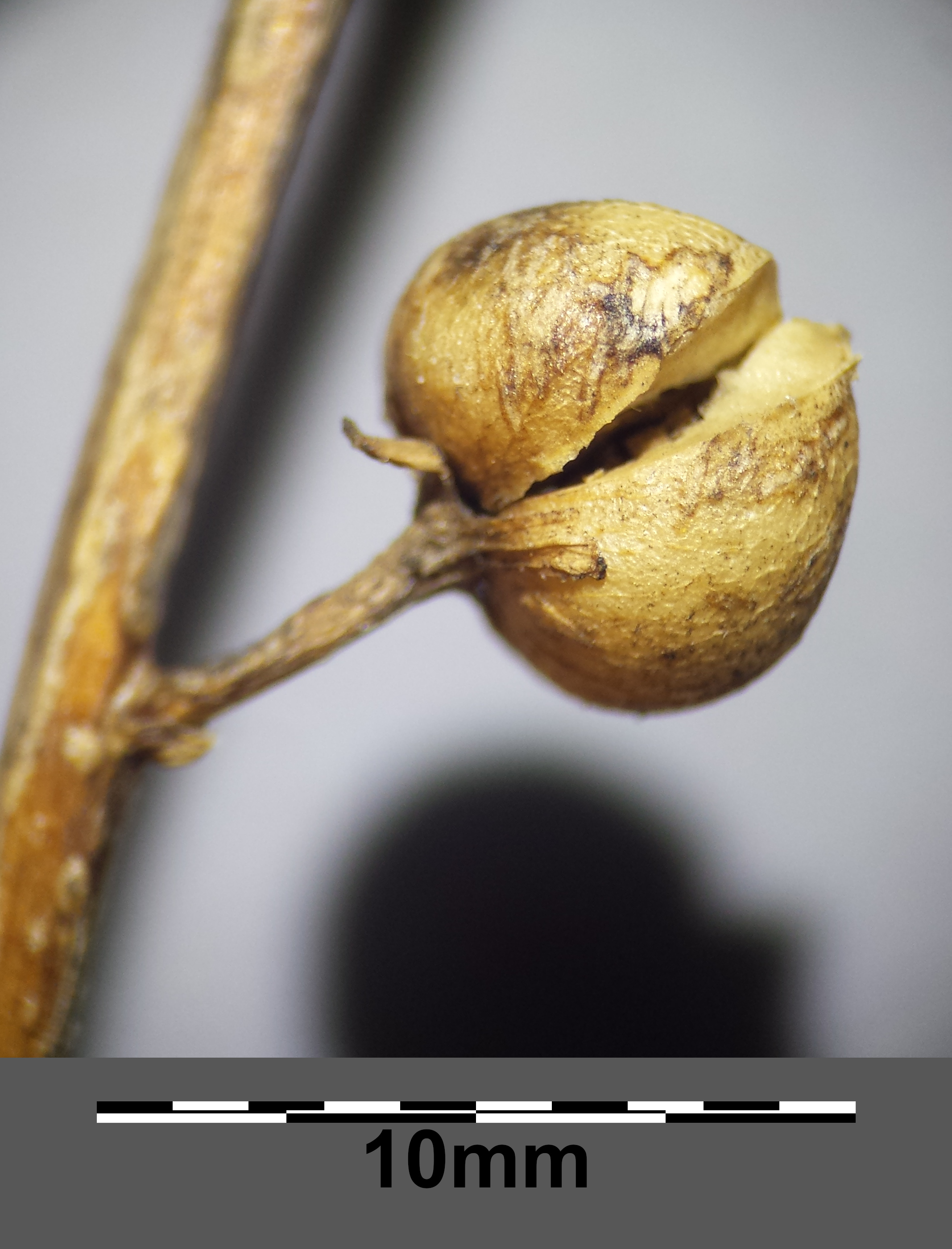
Pukající tobolka d. švábovité
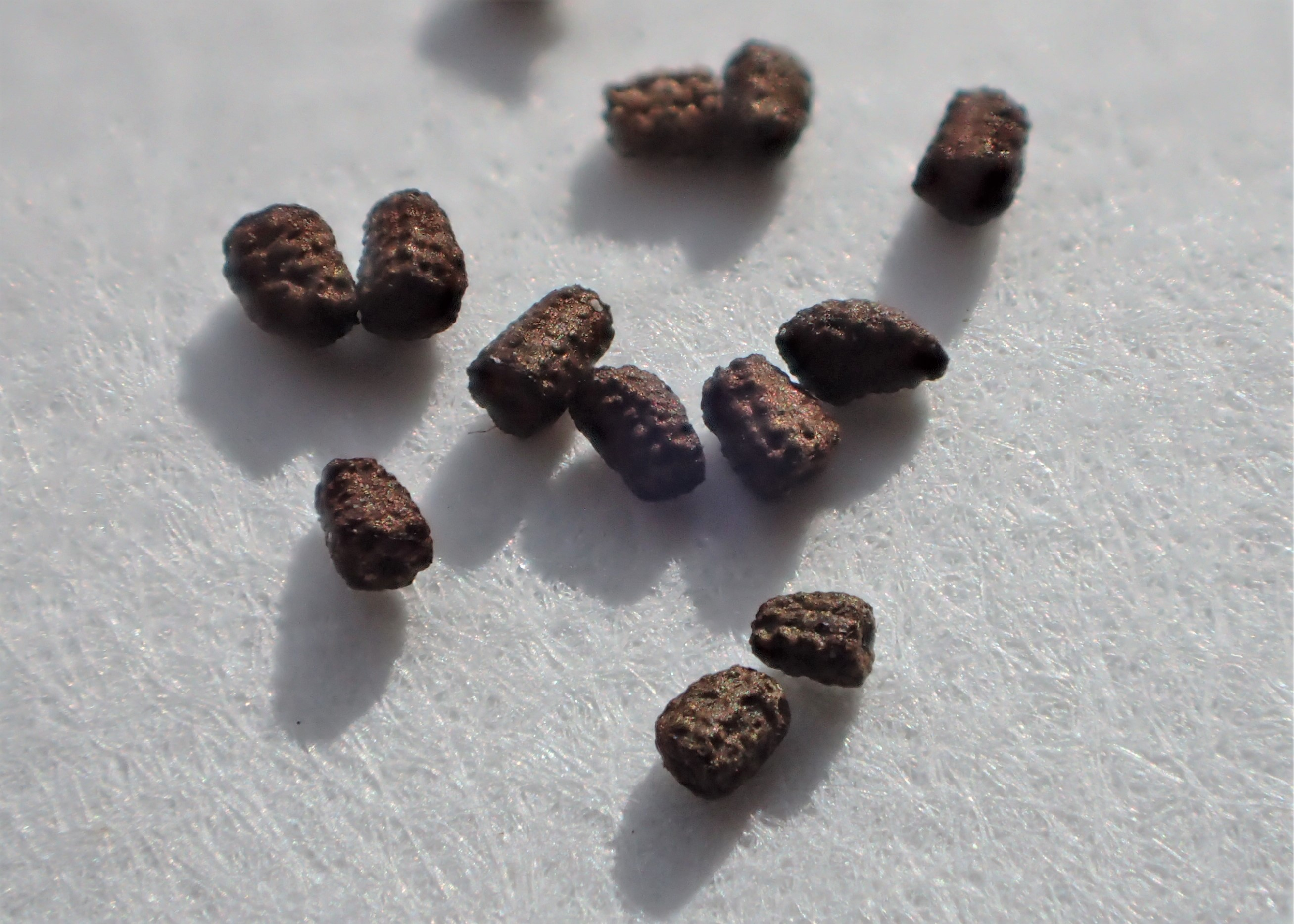
Semínka d. malokvěté

## Výskyt

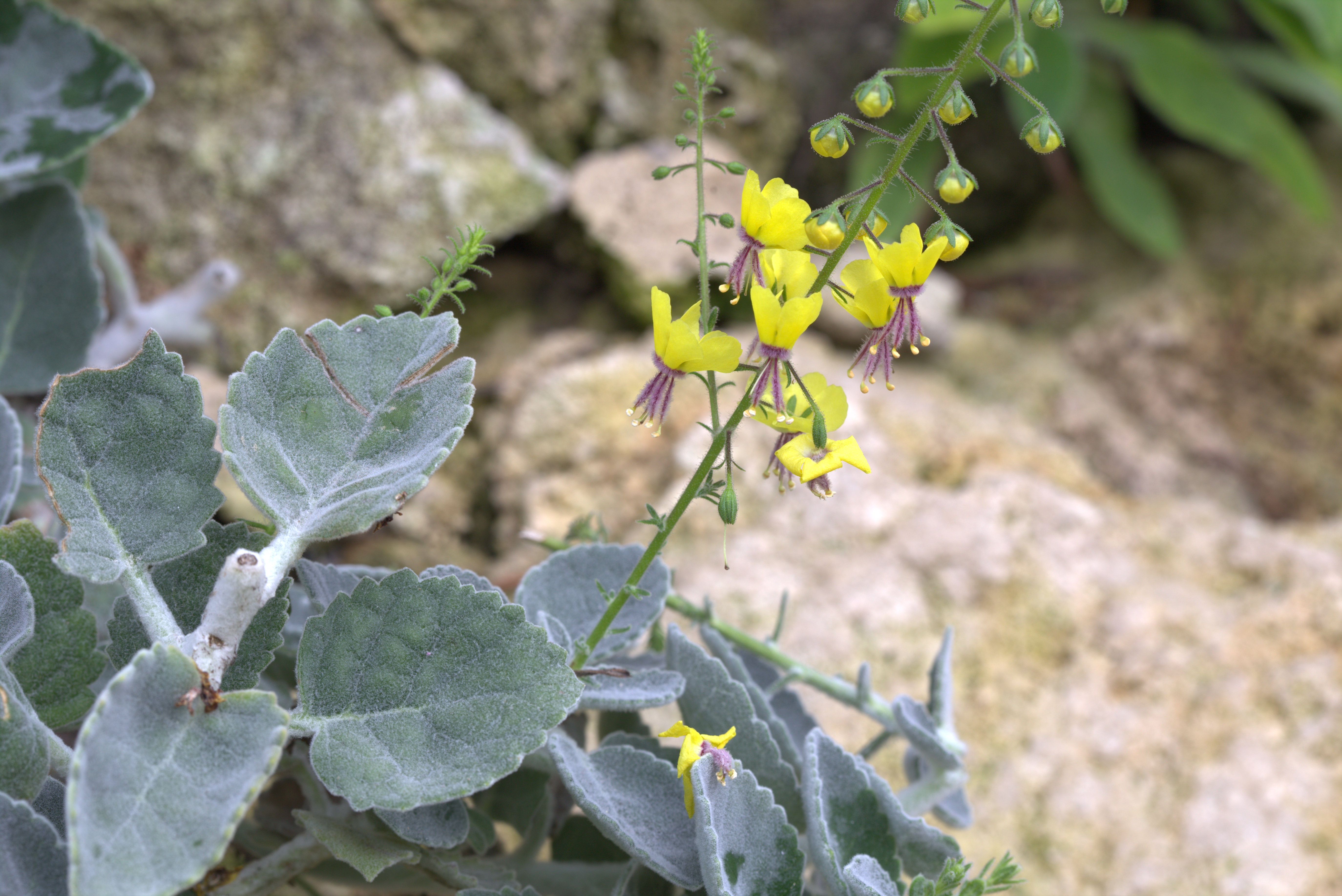
Turecká Verbascum spodiotrichum

Tento poměrně široký rod (nejpočetnější rod čeledi krtičníkovitých) čítá přes 350 druhů. Divizny rostou hlavně v Evropě a Asii, kde je vývojové centrum rodu (Turecko, Írán), původní je i v severní Africe. Zavlečeny byly i do Severní i Jižní Ameriky, jižní Afriky či Austrálie. Dávají přednost místům s dostatkem světla a tepla (jsou heliofilní), dobře snášejí i přísušky, některé druhy jsou až xerofytní. U divizen často dochází ke křížení společně rostoucích druhů; takto vzniklé hybridy mají většinou intermediární znaky podle rodičovských druhů, obvykle neprodukují plodná semena a rozšiřují se pouze ojediněle podzemními výhonky.

### Výskyt v Česku
V Česku se ve volné přírodě vyskytuje těchto 9 druhů, jeden z nich ve dvou poddruzích:
- Divizna brunátná (Verbascum phoeniceum) L.
- Divizna černá (Verbascum nigrum) L.
- Divizna jižní rakouská (Verbascum chaixii Vill. subsp. austriacum) (Roem. et Schult.) Hayek
- Divizna knotovkovitá pravá (Verbascum lychnitis L. subsp. lychnitis)
- Divizna knotovkovitá bělokvětá (Verbascum lychnitis L. subsp. moenchii) (Schultz) Holub et Mladý
- Divizna malokvětá (Verbascum thapsus) L.
- Divizna ozdobná (Verbascum speciosum) Schrad.
- Divizna sápovitá (Verbascum phlomoides) L.
- Divizna švábovitá (Verbascum blattaria) L.
- Divizna velkokvětá (Verbascum densiflorum) Bertol.[2][9]

Mezi těmito druhy vyniká d. brunátná svými fialovými květy (ostatní druhy jsou žlutokvěté). D. švábovitá má jednotlivé květy v hroznovitých květenstvích, ostatní žlutokvěté druhy mají květy ve svazečcích uspořádaných do hroznů nebo lat. Divizna jižní s obvykle větveným květenstvím a d. černá s květenstvím obvykle nevětveným mají fialově chlupaté tyčinky (u zbývajících druhů jsou chlupaté světle). D. knotovkovitá a d. ozdobná mají všechny tyčinky alespoň ve spodní části hustě chlupaté, se stejnými prašníky. Jejich květenství jsou bohatě větvená. D. ozdobná má listy i na líci plstnaté a průměr jejích květů je většinou přes 2 cm, d. knotovkovitá má listy na líci řídce chlupaté až lysé, květy mají průměr pod 2 cm. Dvě nechlupaté tyčinky s delšími prašníky a tři chlupaté tyčinky s kratším prašníkem mají v květu d. malokvětá s květy s nálevkovitou korunou o průměru do 3 cm, d. sápovitá a d. velkokvětá. Poslední dva uvedené druhy mají korunu květů rozprostřenou více do plochy, nikoli nálevkovitou, přes 3 cm v průměru. D. velkokvětá i malokvětá mají na rozdíl od d. sápovité sbíhavé střední a dolní lodyžní listy, což činí jejich lodyhu křídlatou. Divizna sápovitá má navíc přízemní listy zřetelně řapíkaté.

Divizny České republiky – ukázky
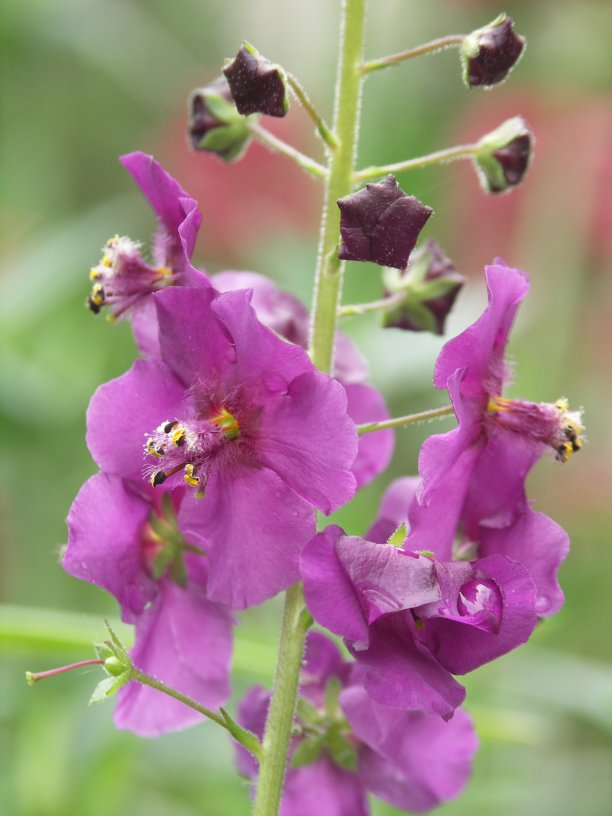
Květy divizny brunátné
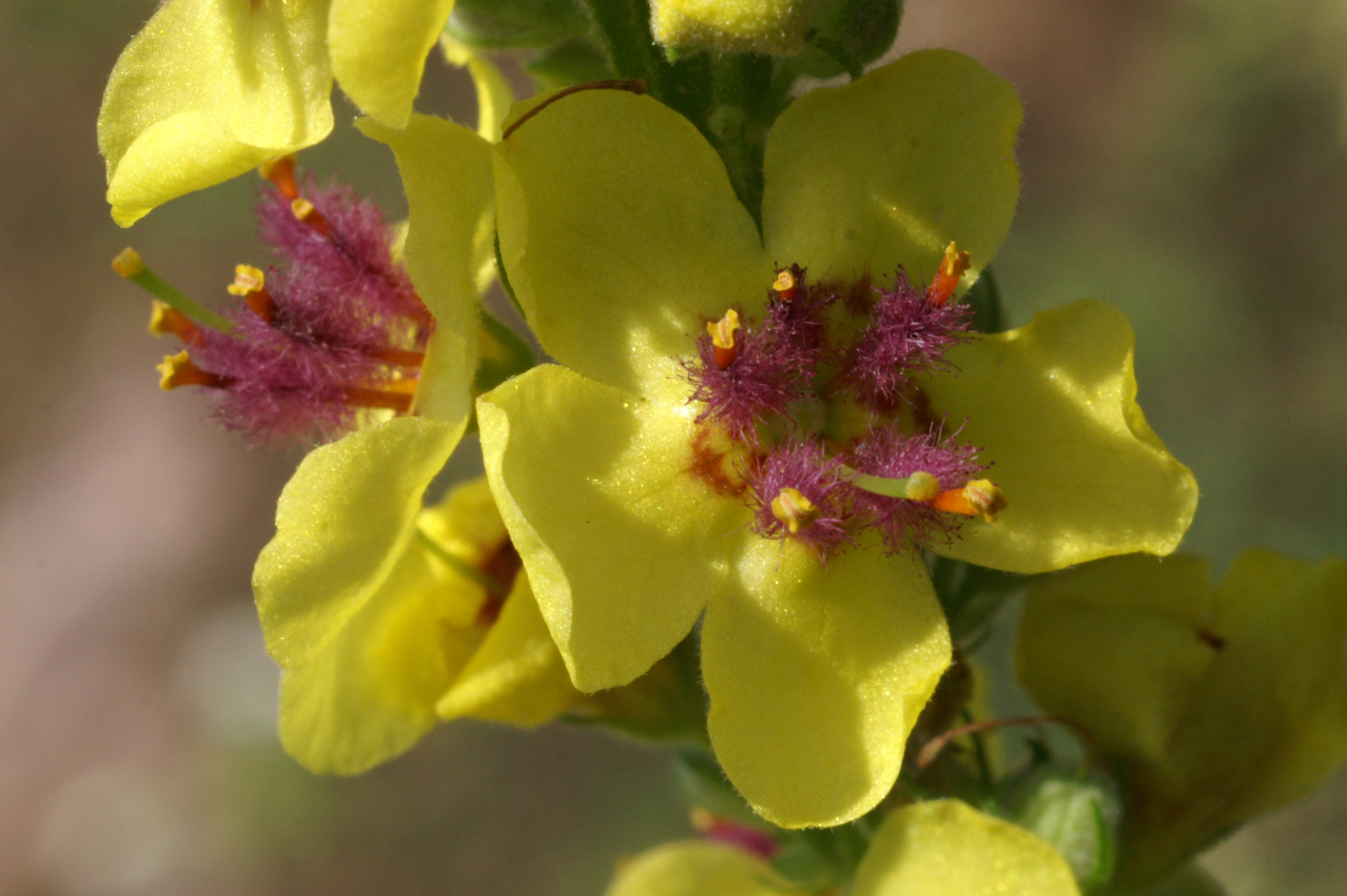
Květy divizny černé
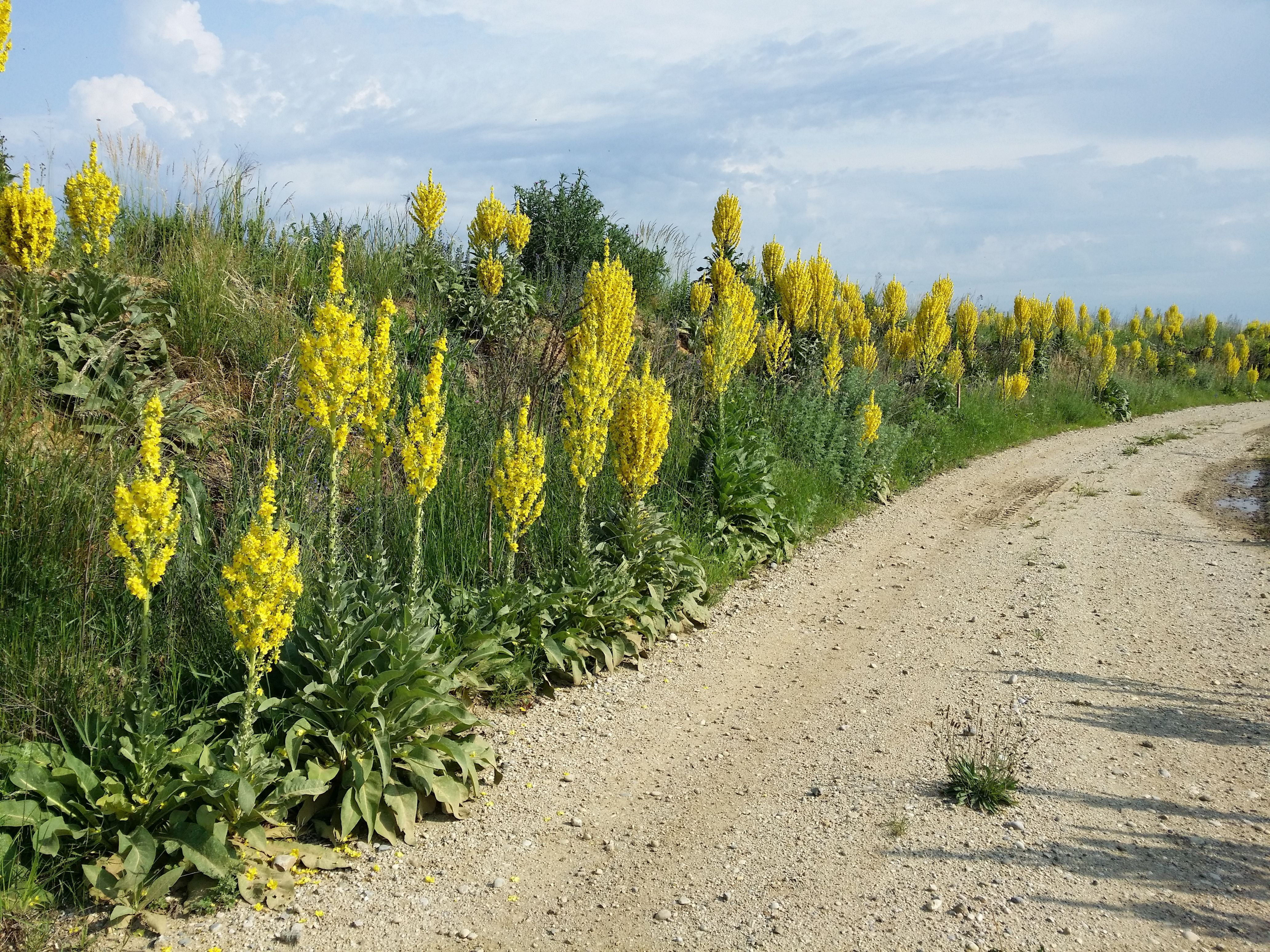
Divizna ozdobná
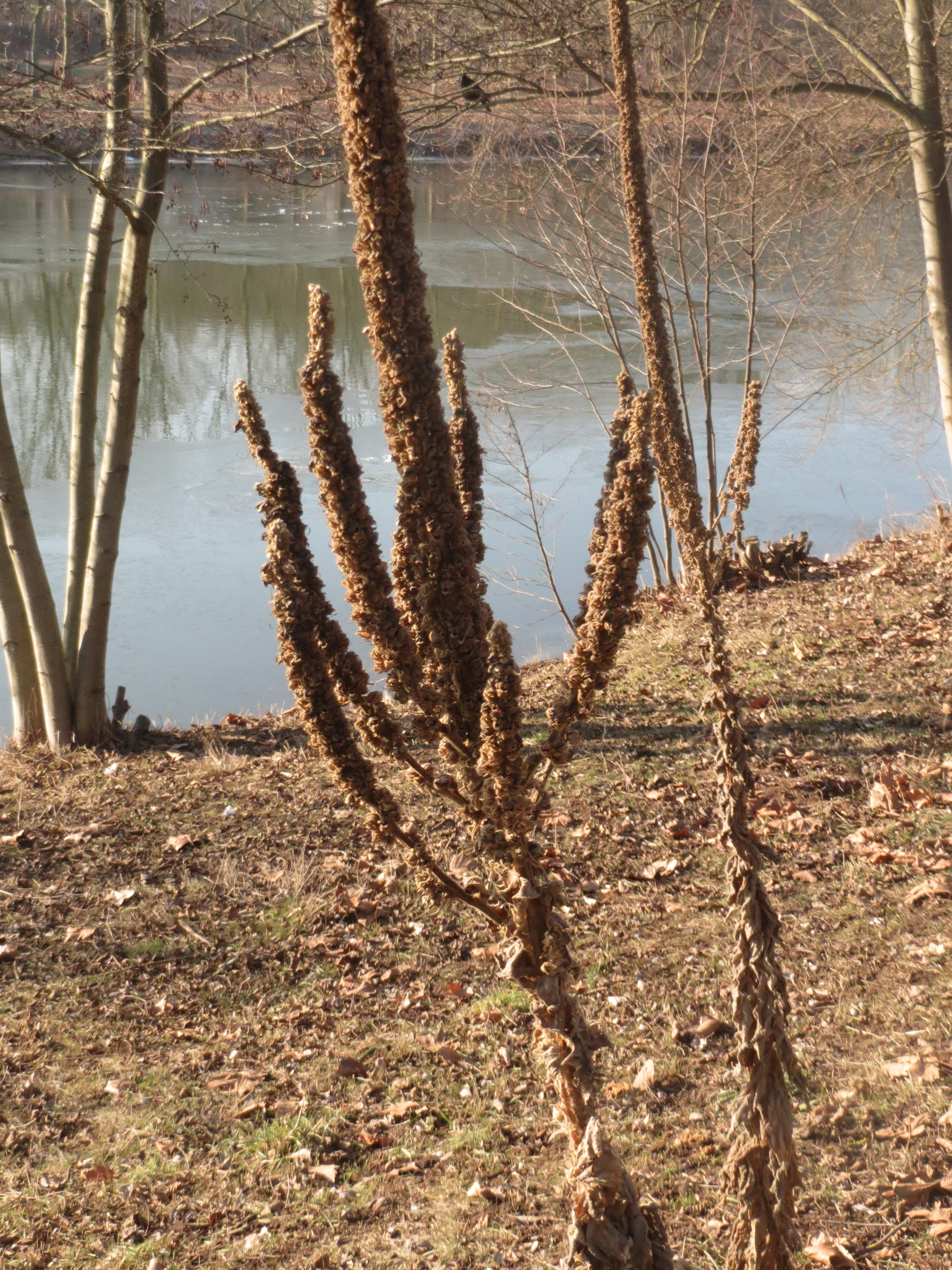
Plodící d. malokvětá
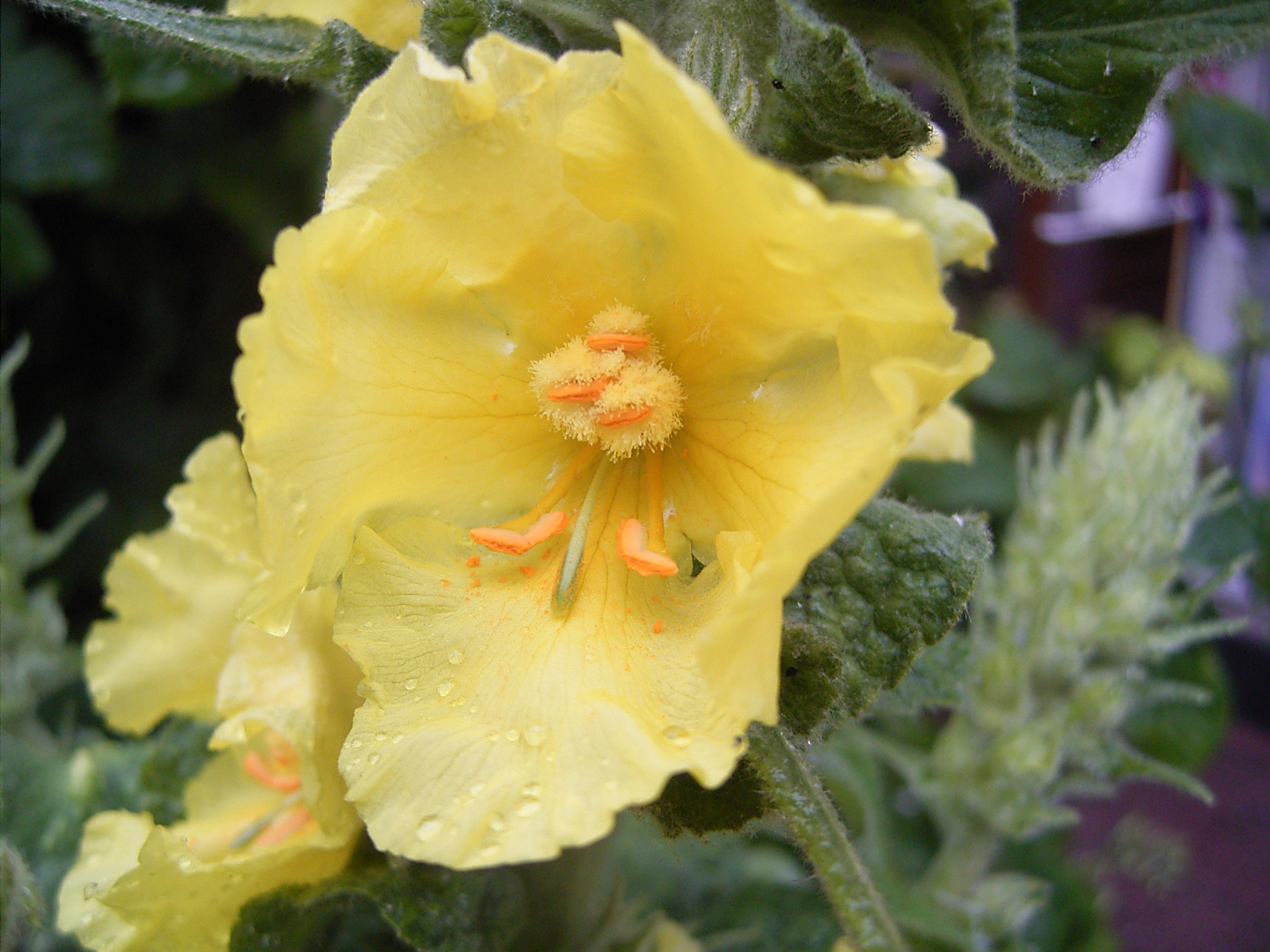
Divizna velkokvětá – detail květu

Ojediněle byl na území ČR zaznamenán i výskyt jednoho nepůvodního druhu: 
- Divizna sněžná Visianiho (Verbascum niveum Ten. subsp. visianinum) (Rchb.) Murb. (nepůvodní, roku 1914 zjištěný druh)[2][11]

Dále bylo v české přírodě rozpoznáno těchto 27 kříženců:
- Verbascum × ambiguum Lej., (V. densiflorum × V. nigrum)
- Verbascum × bastardii R. et Sch., (V. blattaria × V. densiflorum)
- Verbascum × brockmuelleri Ruhmer, (V. nigrum × V. phlomoides)
- Verbascum × collinum Schrader, (V. nigrum × V. thapsus)
- Verbascum × danubiale Simk., (V. chaixii × V. phlomoides)
- Verbascum × denudatum Pfund, (V. lychnitis × V. phlomoides)
- Verbascum × divaricatum Kittel, (V. blattaria × V. phoeniceum)
- Verbascum × flagriforme Pfund, (V. blattaria × V. phlomoides)
- Verbascum × ignescens Tausch, (V. lychnitis × V. phoeniceum)
- Verbascum × interjectum Pfund, (V. densiflorum × V. phlomoides)
- Verbascum × intermedium Pfund, (V. blattaria × V. nigrum)
- Verbascum × juratzkae Dichtl, (V. chaixii × V. thapsus)
- Verbascum × kerneri Fritsch, (V. phlomoides × V. thapsus)
- Verbascum × neilreichii Reichardt, (V. phlomoides × V. speciosum)
- Verbascum × obornyi Jávorka, (V. lychnitis × V. speciosum)
- Verbascum × pseudoblattaria Koch, (V. blattaria × V. lychnitis)
- Verbascum × pseudolychnitis Schur, (V. chaixii × V. lychnitis)
- Verbascum × ramigerum Schrader, (V. densiflorum × V. lychnitis)
- Verbascum × rubiginosum W. et K., (V. chaixii × V. phoeniceum)
- Verbascum × schiedeanum Koch, (V. lychnitis × V. nigrum)
- Verbascum × schneiderianum A. et Gr., (V. phlomoides × V. phoeniceum)
- Verbascum × schottianum Schrader, (V. chaixii × V. speciosum)
- Verbascum × spurium Koch, (V. lychnitis × V. thapsus)
- Verbascum × subnigrum G. Beck, (V. chaixii × V. nigrum)
- Verbascum × ustulatum Čelak., (V. nigrum × V. phoeniceum)
- Verbascum × versiflorum Schrader, (V. phoeniceum × V. thapsus)
- Verbascum × vidavense Simk., (V. blattaria × V. chaixii)[2][9][12]

## Význam
Některé druhy divizny (zejména divizna velkokvětá, divizna malokvětá a divizna sápovitá) se tradičně používají při léčbě onemocnění dýchacích cest. Odvaru ze sušených květů se užívá při léčbě kašle bronchitidy či astmatu, dále působí močopudně a kladně ovlivňuje činnost sleziny a brzlíku. Semena některých druhů jsou jedovatá.

## Galerie

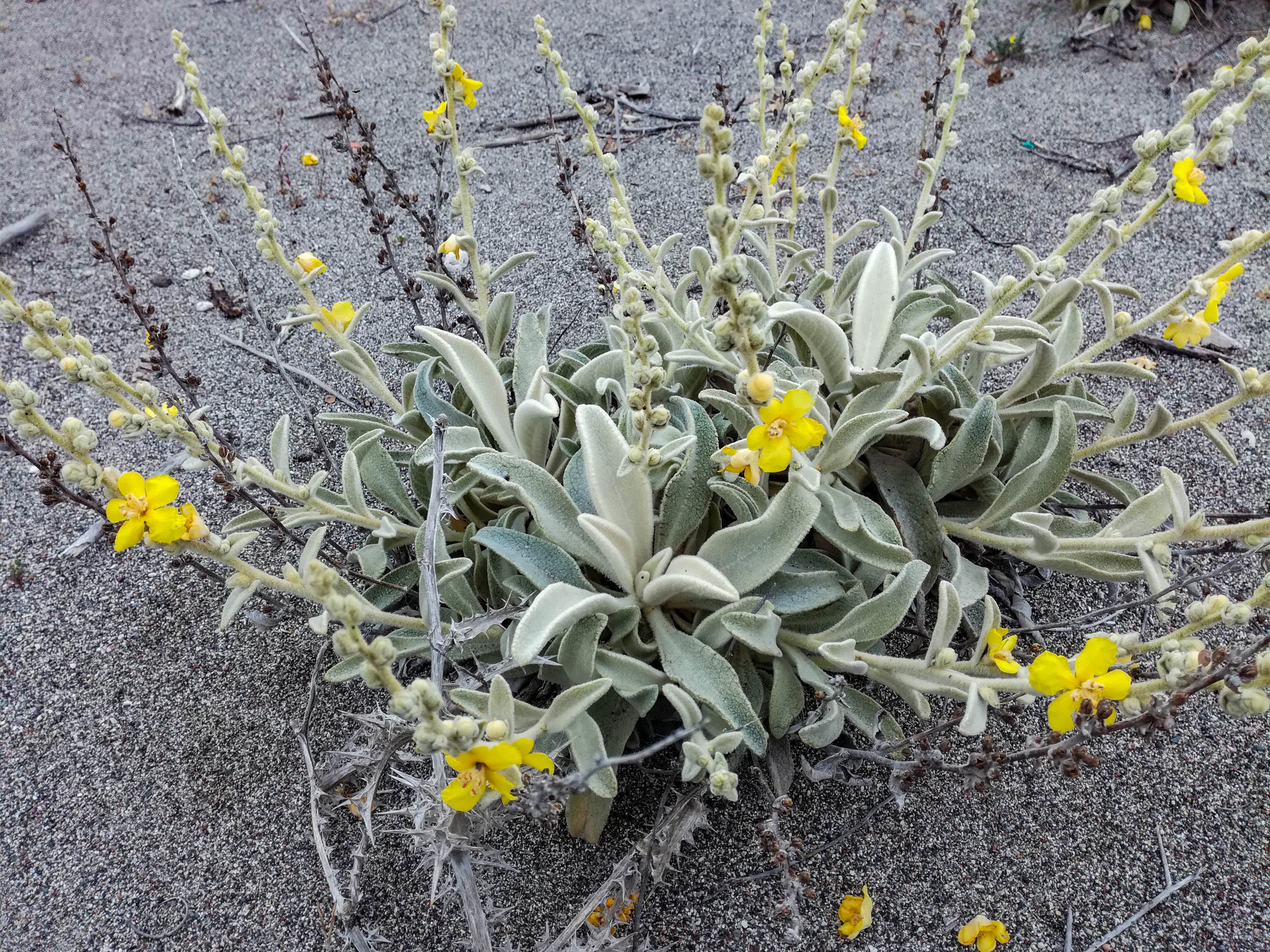
Verbascum syriacum z východoegejských ostrovů
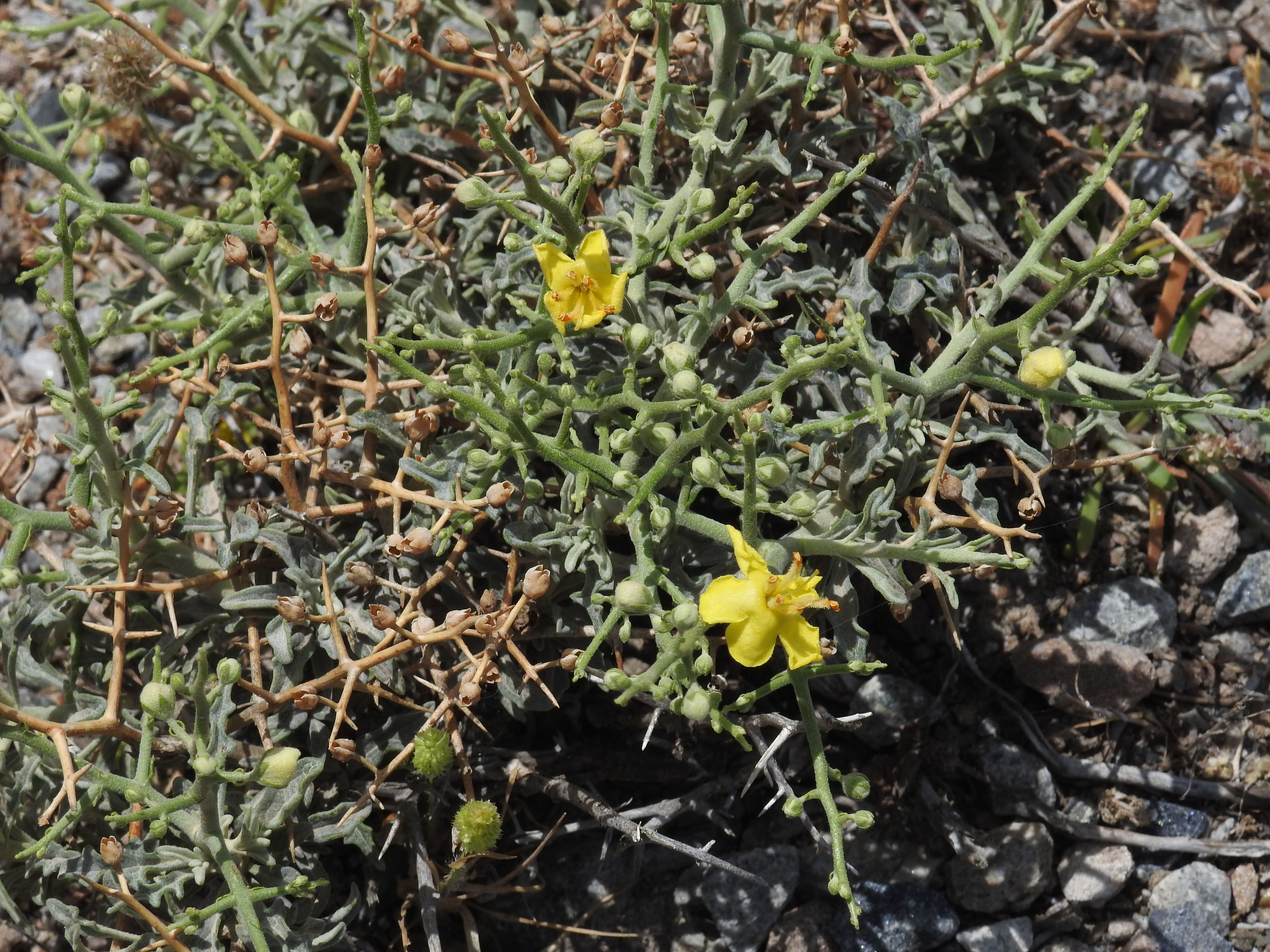
V. spinosum endemická na Krétě je pichlavý keřík s ostrými kolci
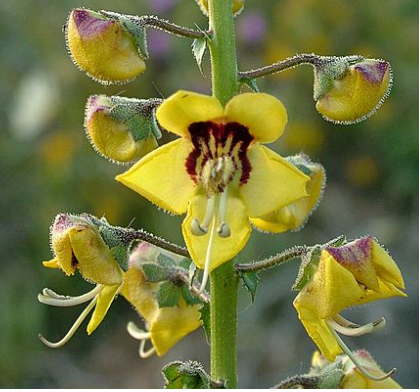
V. barnadesii z Pyrenejského poloostrova a Maroka
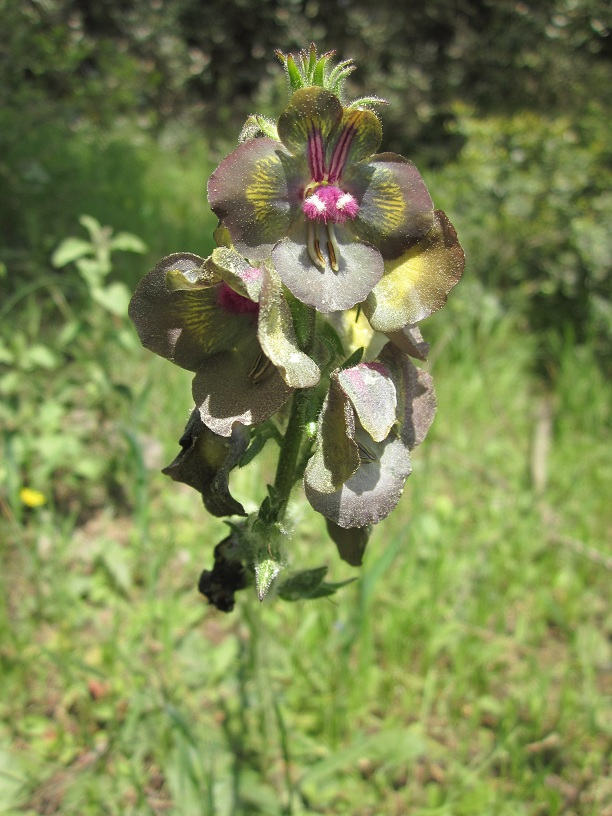
V. bugulifolium z Bulharska až Turecka
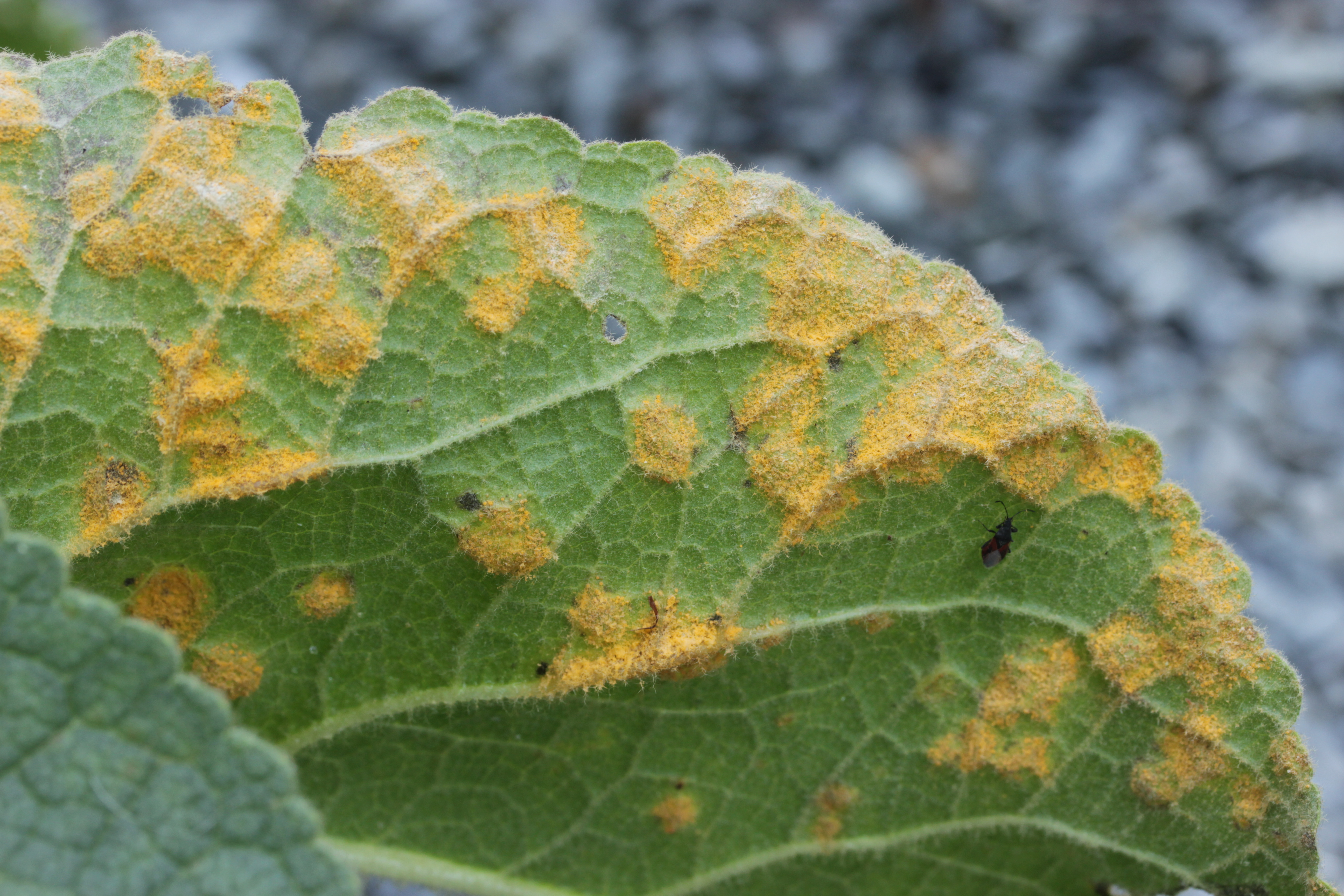
Rez Uromyces verbasci na divizně velkokvěté